# Astronium fraxinifolium
Gonçalo-alves (Astronium fraxinifolium) é uma árvore brasileira a família das Anacardiaceae. Pode atingir altura entre 8 a 12m, com fuste reto e cilíndrico de 60 a 80 cm de diâmetro, possuindo folhas compostas.
A madeira é considerada pesada, com densidade em torno de 1,09g/cm³ e de grande durabilidade, características que apreciadas para construções naval e civil.

## Nomes populares
Outros nomes populares são: chibatã, aratanha, aroeira-do-campo, batão, cubatã-vermelho, ubatã, guarabu, aroeira-vermelha, sete-cascas, gomável, jequira, pau-gonçalves.

## Características morfológicas
Altura: 8 a 12 metros. Tronco cilíndrico e reto de 60 a 80 centímetros de diâmetro. Folhas compostas com 7 a 11 folíolos pubescentes de 6 a 13 centímetros de comprimento por 4 a 5 centímetros de largura.

## Ocorrência
Ocorre na Amazônia, no Cerrado e na Mata Atlântica.

## Obtenção de sementes
A época recomendada para coleta de sementes é de Setembro a Novembro. Os frutos devem ser colhidos diretamente da árvore quando iniciarem a queda espontânea. Toda a inflorescência deve ser cortada para evitar que os frutos se dispersem. Um quilograma de sementes contém cerca de 35.500 frutos. As sementes podem ser armazenadas no máximo por quatro meses.

## Semeadura
É indicado o plantio por semeadura direta ou por mudas, obtendo-se ótima germinação e sobrevivência. Os espaçamentos indicados em plantios mistos são 2x2m, 3x2m ou 3x3m.

## Usos
Madeira utilizada na construção civil, acabamentos internos, dormentes, corrimãos, balaústres, mancais, esteios, rodas hidráulicas, portas de fino acabamento, mourões, postes, esquadrias, cruzetas, estruturas, folhas faqueadas, vagões e carrocerias, móveis, lambris, peças torneadas, tacos e tábuas para assoalho, etc. 

Árvore útil para o paisagismo.